# Semielacher
Semielacher is een geslacht van vliesvleugeligen uit de familie Eulophidae. De wetenschappelijke naam van dit geslacht is voor het eerst geldig gepubliceerd in 1988 door Boucek.

## Soorten
Het geslacht Semielacher omvat de volgende soorten:
- Semielacher petiolata (Girault, 1915)
- Semielacher silvicola Boucek, 1988